# Barroco na Bahia
Barroco na Bahia ist ein deutsch-brasilianisches Projekt im Bereich der Jugendarbeit in Salvador da Bahia.

## Überblick
Mit klassischer Musik und einem sozio-kulturellen Ansatz wird versucht, die Werte des Humanismus mit Jugendlichen aus mittleren und einfacheren Bevölkerungsschichten der Stadt mit Hilfe von Vokal- und Chormusik sowie gemeinsamer Arbeit an größeren Projekten bis hin zur Oper zu vermitteln.

## Geschichte
1992 lud der damalige Kardinal-Erzbischofs von Salvador Lucas Moreira Neves Hans Bönisch aus dem Bistum Mainz zur Wiederbelebung der Kirchenmusik ein. Zuerst wurde mit deutschen Förderern der gemeinnützige Verein Barock in Bahia e.V. gegründet, der sich als erste Aufgabe gestellt hatte, eine kleine Pfeifenorgel in der Kathedrale von Salvador zu installieren.
Erste Projekte waren neben dem Bau der Orgel die Gründung eines Chores Coro Barroco na Bahia sowie eines Orchesters. Später kamen dann noch andere kulturelle Aktivitäten hinzu, wie zum Beispiel diverse Kurse für junge Leute über Restauration, Sprachen, Musik, Instrumente oder Geschichte.
Bereits im Januar 1993 gründete Hans Bönisch den Chor und das Orchester und weihte am 17. Januar 1993 mit seinem Bruder Peter Bönisch an der Trompete im Rahmen eines festlichen Konzertes für Trompete und Orgel die Orgel ein. Seit März 1993 gibt es regelmäßige Aufführungen und Konzerte. Unter anderem wird die Karwoche jedes Jahr festlich mit Soli, Chor, Orgel und Orchester musikalisch gestaltet.
Seit 1993 gibt es auch die regelmäßigen Konzerte in der Kathedrale von Salvador und im Konzertsaal des Kulturzentrums Barroco na Bahia, sowie mehrmals jährlich große Aufführungen mit Chor, Soli und Orchester.
Unter der Leitung von Domkapellmeister Hans Bönisch werden mehrfach Werke wie das Weihnachtsoratorium von Johann Sebastian Bach und das Requiem von Mozart neben anderen großen Chorwerken beinahe jährlich aufgeführt. Seit 1997 kamen Opernaufführungen hinzu.
1995 und 1996 wurde zusammen mit dem Europäischen Zentrum für Handwerkliche Denkmalpflege Schloss Raesfeld und dem Auswärtigen Amt der Bundesrepublik Deutschland eine ehemalige koloniale Stadtvilla renoviert und dem Projekt Barroco na Bahia übergeben. Im April 2004 wurde mit Hilfe der KfW-Entwicklungsbank der erste Erweiterungsbau des Kulturzentrums fertiggestellt; in dem neuen Gebäude, einem Jugendstilbau, sind der neue Konzertsaal (Sala Dom Lucas Moreira Neves) sowie Büros, Gästezimmer und Werkstätten untergebracht.

## Ziele
Barroco na Bahia hat insbesondere die Revitalisierung der klassischen Kirchenmusik (Musica Sacra) in Salvador da Bahia zum Ziel. Zentrum der Arbeit ist die historische Kathedrale Salvadors, ein Bauwerk des Jesuitenbarock des 17. und 18. Jahrhunderts. Die Hauptaktivitäten des Projektes sind die sonntäglichen Kirchenkonzerte in der Kathedrale, die Chorarbeit mit dem Kammerchor Coro Barroco na Bahia (mit z. Zt. etwa 40 Jugendlichen), die errichtete Orgel in der Kathedrale (zwei Manuale und Pedal mit 25 Registern), die Veranstaltung von deutschen Opern im Staatstheater Castro Alves von Salvador (zwischen 1997 und 2008 wurden bereits zwölf Opern veranstaltet) und das Kulturzentrum, eine renovierte koloniale Stadtvilla des beginnenden 20. Jahrhunderts. Dort finden Chorproben, Kurse und andere Veranstaltungen statt.
In den vergangenen Jahren wurden 985 Konzerte, zwölf Operninszenierungen und zahlreiche Kurse im Bereich von Musik, Theater und Sprachen organisiert, darunter auch Einladungen deutscher Chöre. Das Projekt erhält keinerlei finanzielle Zuwendungen von der katholischen Kirche, sondern ist rein privat, insbesondere über Spenden, organisiert, und unterhält ein eigenes Kulturzentrum. Seit 2006 gibt es das kleine Hotel Pousada Barroco na Bahia, dessen Erlös ebenfalls in die kulturelle Arbeit fließt.
Im Jahr 2004 erhielt Hans Bönisch die Verdienstmedaille der Bundesrepublik Deutschland.

## Internationale Opernproduktionen
- 1997 Fidelio von Ludwig van Beethoven
- 1998 Die Zauberflöte von Mozart
- 1999 Hänsel und Gretel von Engelbert Humperdinck
- 2000 Die Entführung aus dem Serail von Mozart
- 2001 Der Freischütz von Carl Maria von Weber
- 2002 Parsifal von Richard Wagner
- 2003 Die Zauberflöte von Mozart
- 2004 Die Fledermaus von Johann Strauss
- 2005 Der Freischütz von Carl Maria von Weber
- 2006 Die verkaufte Braut von Bedřich Smetana
- 2007 Tosca von Giacomo Puccini
- 2008 Tosca von Puccini (Neuinszenierung)